# لارک ورهیز
لارک وُرهیز (انگلیسی: Lark Voorhies؛ زادهٔ ۲۵ مارس ۱۹۷۴) یک هنرپیشه، خواننده، مانکن و سخنگو اهل ایالات متحده آمریکا است. وی از سال ۱۹۸۸ میلادی تاکنون مشغول فعالیت بوده‌است.
وی دو مرتبه در سال‌های ۱۹۹۰ و ۱۹۹۳ میلادی، برندهٔ جایزه هنرمند جوان شده است.
از فیلم‌ها یا مجموعه‌های تلویزیونی که وی در آن‌ها نقش داشته است می‌توان به جسور و زیبا اشاره نمود.